# Sterling (Massachusetts)
Sterling – miasto w Stanach Zjednoczonych, w stanie Massachusetts, w hrabstwie Worcester.